# مهویزان
مَهویزان روستایی است در شمال غربی استان گیلان ایران.
این روستا در حوالی شهر گوراب زرمیخ از توابع شهرستان صومعه‌سرا گیلان قرار دارد. روستای مهویزان در ۲ کیلومتری گوراب زرمیخ که خود ۱۲ کیلومتر از صومعه سرا است واقع شده‌است.